# Gio Aplon

a Compétitions nationales et continentales officielles uniquement.

b Matchs officiels uniquement.
Dernière mise à jour le 8 mai 2021.
Gio Giaan Aplon, né le 6 octobre 1982 à Hawston, est un joueur de rugby à XV et de rugby à sept sud-africain évoluant principalement aux postes d'arrière ou d’ailier.
De 2005 à 2014, il fait partie de l'effectif de la Western Province en Currie Cup et de 2007 à 2014, de celui des Stormers en Super 14.
Il est international sud-africain de 2010 à 2012.
Il signe au FC Grenoble en 2014 où il reste jusqu'en 2017 avant de rejoindre l'équipe Toyota Verblitz en Top League puis de signer pour les Bulls en Super Rugby.

## Biographie
Né dans une famille défavorisée métisse de la périphérie du Cap, Gio Aplon s'initie d’abord au cricket avant de passer au rugby à XV très jeune.
Après ses études secondaires dans le lycée local, il rejoint l'université de Stellenbosch, mais doit attendre l’âge de 24 ans pour être sélectionné par la Western Province pour disputer la Currie Cup et deux ans de plus pour rejoindre les Stormers qui évoluent en Super 14. Auteur de très bonnes performances sous ces deux maillots, il est sélectionné en équipe nationale à l’occasion de la venue du pays de Galles en 2010.
Il se fait ensuite remarquer par les deux essais qu’il inscrit contre la France la semaine suivante dans une victoire 42-17 des Sud-Africains où il fut d'ailleurs élu "homme du match".
D’un gabarit modeste pour le niveau international, Aplon a pour lui une très grande vivacité et une capacité d’accélération impressionnante qui, tout autant que son courage en défense malgré son physique, lui valent l’affection des amateurs de rugby du Cap et de tout le pays. Ces qualités lui ont valu des sélections avec l'équipe sud-africaine de rugby à sept.
En 2014, il signe au FC Grenoble.
En 2017, à la suite de la relégation du club en Pro D2, il rejoint le club japonais des Toyota Verblitz.
En 2019, il apparaît en couverture du livre justement intitulé "Gio" (Editions Publiwiz), qui retrace le parcours d'un supporter du FC Grenoble Rugby.
En 2020, il rejoint la franchise des Bulls.

## Palmarès

### En club
- Super Rugby :
  - Vice-champion (1) : 2010 (Stormers)
- Currie Cup :
  - Vainqueur (2) : 2012 et 2014 (Western Province)
- Challenge européen :
  - Demi-finaliste (1) : 2016 (FC Grenoble)

### Distinction personnelle
- Élu par ses pairs meilleur joueur de l’année 2010 en Afrique du Sud[11]